# Eusparassus syrticus
Eusparassus syrticus là một loài nhện trong họ Sparassidae.
Loài này thuộc chi Eusparassus. Eusparassus syrticus được Eugène Simon miêu tả năm 1909.